# Riding in Cars with Boys
Riding in Cars with Boys is een film uit 2001 onder regie van Penny Marshall.

## Verhaal
Tiener Beverly woont in een gelukkig gezin, haalt goede cijfers op school en heeft hoge verwachting in haar leven. Ze is erg geïnteresseerd in literatuur. Het enige wat ze nog niet heeft is een vriendje. Wanneer ze een relatie krijgt met Ray lijkt ze inderdaad alles te hebben. Ze wordt echter zwanger van hem en is van plan het kind te houden. Maar ze wil ook haar school afmaken...

## Rolverdeling
| Acteur          | Personage            |
| --------------- | -------------------- |
| Drew Barrymore  | Beverly Donofrio     |
| Steve Zahn      | Ray Hasek            |
| Adam Garcia     | Jason                |
| Logan Lerman    | Jason (8 jaar)       |
| Brittany Murphy | Fay Forrester        |
| James Woods     | Mr. Leonard Donofrio |
| Lorraine Bracco | Mrs. Teresa Donofrio |
| Rosie Perez     | Shirley Perro        |